# Долли, Киган
Киган Ларенсо Долли (англ. Keagan Larenzo Dolly; родился 22 января 1993, Йоханнесбург, ЮАР) — африканский футболист, полузащитник клуба «Кайзер Чифс» и сборной ЮАР. Участник Олимпийских игр 2016 года в Рио-де-Жанейро.

## Клубная карьера
Долли — воспитанник клубов «Мамелоди Сандаунз» и кейптаунского «Аякса». 22 августа 2012 года в матче против «Морока Свэллоуз» он дебютировал в составе последнего в чемпионате ЮАР. 31 августа в поединке против «Платинум Старс» Киган забил свой первый гол за «Аякс».
Летом 2015 года Долли перешёл в «Мамелоди Сандаунз». 22 августа в матче против «Витс Юниверсити» он дебютировал за команду. 27 сентября в поединке против «Джомо Космос» Киган сделал «дубль», забив свои первые голы за «Мамелоди Сандаунз». В своём дебютном сезоне он стал чемпионом и обладателем Кубка лиги.
В начале 2017 года Долли перешёл во французский «Монпелье». 7 февраля в матче против «Монако» он дебютировал в Лиге 1.

## Международная карьера
5 сентября 2014 года в матче отборочного турнира Кубка Африки 2015 против сборной Судана Долли дебютировал за сборную ЮАР. 4 июня 2016 года в поединке отборочного турнира Кубка Африки 2017 против сборной Гамбии Киган сделал «дубль», забив свои первые голы за национальную команду.
В 2016 году Долли в составе олимпийской сборной ЮАР принял участие в Олимпийских играх в Рио-де-Жанейро. На турнире он сыграл в матчах против команд Бразилии, Дании и Ирака.

### Голы за сборную ЮАР
| #   | Дата        | Место                                 | Противник | Результат | Счёт | Соревнование                   |
| --- | ----------- | ------------------------------------- | --------- | --------- | ---- | ------------------------------ |
| 01. | 4 июня 2016 | Стадион Незаивисимости, Бакау, Гамбия | Гамбия    | 0:3       | 0:4  | Кубок Африки 2017 квалификация |
| 02. | 4 июня 2016 | Стадион Независимости, Бакау, Гамбия  | Гамбия    | 0:4       | 0:4  | Кубок Африки 2017 квалификация |

## Достижения
Командные
 «Мамелоди Сандаунз»
- Премьер-лига ЮАР по футболу — 2015/2016
- Обладатель Кубка Лиги ЮАР — 2015/2016